# Philip van Artevelde
Philip van Artevelde talora tradotto con Filippo van Artevelde o Filippo d'Artevelde (Gand, 1340 circa – Roosebeke, 27 novembre 1382) è stato un politico fiammingo.

## Biografia
Nacque in una famiglia di ricchi commercianti di cotone. Gli venne dato il nome Filippo in omaggio alla sua madrina di battesimo, la regina d'Inghilterra, Filippa di Hainaut. Era figlio di Jacob van Artevelde, che aveva fatto fortuna nell'industria tessile ed aveva assunto un rilievo politico all'inizio della Guerra dei cento anni, entrando in politica nel 1338 al fine di proteggere gli interessi di Gand ai margini delle ostilità tra Francia e Inghilterra ed era stato messo a capo della città autonoma di Gand contro il conte Luigi I di Fiandra (figlio del Conte di Nevers, che aveva abbandonato le visioni del padre per appoggiare i francesi e quindi Filippo VI di Valois), che, era riuscito a persuadere gli altri centri fiamminghi a formare una coalizione, e che, dopo la fuga di Luigi I in Francia, il 26 gennaio 1340, a nome delle Fiandre, riconobbe Edoardo III legittimo erede di San Luigi e quindi legittimo re di Francia.
Della vita di Filippo si conosce molto poco: dopo che, nel 1379, i tessitori di Gand, si erano ribellati al conte di Fiandra, Luigi II di Male, mentre Bruges era rimasta fedele a Luigi, che aveva posto il suo quartier generale proprio in Bruges, Gand si era affidata alla guida di Filippo van Artevelde, probabilmente per il prestigio del suo nome, che accettò la carica di comandante generale; Filippo fu severo e dispotico, come era stato il padre, istituì un regime di terrore e impose alla città un rigido e opprimente controllo.
Dopo il fallimento delle trattative avviate col conte Luigi II, dato che non ricevette aiuti dal nuovo re d'Inghilterra, Riccardo II, Filippo si mise a capo di una spedizione contro Bruges; il conte Luigi II attaccò i rivoltosi in aperta campagna, ma venne respinto e riuscì a mettersi in salvo con grande difficoltà e Philip van Artevelde conquistò la città il 3 maggio 1382). Tutte le Fiandre, sino a Liegi, appoggiarono la rivolta.
Luigi II, con una fuga rocambolesca, si rifugiò a Lilla, dove chiese aiuto al genero, il nuovo duca di Borgogna, Filippo II. Filippo accorse e, con l'aiuto del fratello, il re di Francia Carlo VI detto "il Beneamato", sconfisse le truppe ribelli (alle quali mancò l'appoggio del re d'Inghilterra, Riccardo II) a Roosebeke (27 novembre 1382), dove Van Artevelde morì, per soffocamento, schiacciato dai propri soldati assaliti dalle truppe francesi. Luigi rientrò in Bruges, ma si astenne dall'attaccare Gand, che, rifornita dagli inglesi, continuò a resistere.

### Letteratura storiografica
- A. Coville, "Francia. La guerra dei cent'anni (fino al 1380)", cap. XVI, vol. VI (Declino dell'impero e del papato e sviluppo degli stati nazionali) della Storia del Mondo Medievale, 1980, pp. 608–641.
- A. Coville, "Francia: armagnacchi e borgognoni (1380-1422)", cap. XVII, vol. VI (Declino dell'impero e del papato e sviluppo degli stati nazionali) della Storia del Mondo Medievale, 1980, pp. 642–672.
- Bernard L. Manning, "Inghilterra: Edoardo III e Riccardo II", cap. XIX, vol. VI (Declino dell'impero e del papato e sviluppo degli stati nazionali) della Storia del Mondo Medievale, 1980, pp. 718–783.
- Henry Pirenne, "I Paesi Bassi", cap. XII, vol. VII (L'autunno del Medioevo e la nascita del mondo moderno) della Storia del Mondo Medievale, 1981, pp. 411–444.